# Ema Tōyama
Ema Tōyama (jap. 遠山 えま, Tōyama Ema; * 23. Mai 1981 in der Präfektur Tokio, Japan) ist eine japanische Manga-Zeichnerin. Sie ist die Nichte des Mangaka Hikaru Tōyama.
Ihr Debüt gelang ihr im September 2003 in dem monatlich veröffentlichten Manga-Magazin Nakayoshi mit der Geschichte Tenshi no Tamago. Ihre erste Manga-Reihe Gokkun! Pūcho lief ebenfalls in der Nakayoshi. In den USA wurde die Geschichte von Tokyopop unter dem Namen Pixie Pop lizenziert. Nahezu alle Werke von ihr erschienen bei dem japanischen Verlag Kodansha.
Ihre Werke An deiner Seite, GDGD Dogs, Kami Kami Kaeshi, Mama Colle, Pocha Pocha Swimming Club, xx me! und seit 2016 Love Hotel Princess wurden von Egmont Manga auf Deutsch veröffentlicht. Seit Oktober 2018 bringt der Verlag die Serie Tell me your Secrets! auf Deutsch heraus.

## Auszeichnung
Für Watashi ni ×× Shinasai! (xx me!, dt. xx mich!) erhielt sie 2012 den Kōdansha-Manga-Preis.